# داتی‌یه
داتی‌یَه (به پارسی باستان: *Dātiya؛ به زبان یونانی باستان: Δᾶτις؛ نویسه‌گردانی: Dátis)، از تبار ماد، یکی از سرداران سپاه ایران در زمان داریوش بزرگ در شاهنشاهی هخامنشیان و فرمانده ایران در جریان  جنگ های ایران و دولت‌شهرهای یونانی بود. عده‌ای بر این باورند، که او در نبرد ماراتون کشته شد، ولی این مسئله اثبات نشده‌ است.
ریشه داتی‌یَه از «دا»، که از «دادر» و به معنی داده خدا یا همان خداداد است. فرزندان او بعدها فرمانده سواره نظام خشایارشا شدند.

## زندگی‌نامه
قبل از جنگ‌های پارسیان، داتی‌یَه یک فرمانده ایرانی در جریان شورش ایونی بود. داتی‌یَه در سال ۴۹۴ پیش از میلاد، ضد حمله‌ای علیه ایونی‌ها را رهبری کرد.
داتی‌یَه و افسر دیگری به نام آرتافرنه جایگزین فرماندهی به نام مردونیه شدند. به داتی‌یَه دستور داده شد که آتن و ارتریا را تصرف کند و بردگان یونانی را نزد پادشاه هخامنشی بیاورد. برای رسیدن به این هدف، داتی‌یَه به دنبال ایجاد یک پل در سواحل شرقی یونان بود.
در سال ۴۹۰ پیش از میلاد، داتی‌یَه از خط ساحلی ایونی به ساموس رفت و سپس از راه دریای ایکاریا به جزایر دلوس و ناکسوس رفت. وقتی او به آن‌جا رسید، ساکنان جزایر فرار کردند. سپس داتی‌یَه برای ساکنان پیامی فرستاد و به آنها گفت که به دنبال آسیب رساندن به آنها نیست. داتی‌یَه مقادیر زیادی بخور در محراب آپولو سوزاند.
نیروهای داتی‌یَه در راستای سواحل یونان حرکت کردند و شهرها را یک به یک تصرف کردند. شهری به نام کریستوس در مقابل داتی‌یَه ایستادگی کرد؛ بنابراین ارتش او متشکل از ۸۰۰۰۰ سرباز و ۲۰۰ نیروی ویژه شهر را محاصره کردند. او محاصره را با از بین بردن محصولات اطراف شهر آغاز کرد و در نهایت، شهر تسلیم شد.
در درازای محاصره اریتریا توسط داتی‌یَه در سال ۴۹۰ پیش از میلاد، ایرتری‌ها استراتژی‌های متفاوت زیادی داشتند. برخی از ارتریایی‌ها می‌خواستند شهر را تسلیم کنند و در کوه‌های یونان به جنگ چریکی بپردازند. برخی از ایرتری‌ها می‌خواستند شهر را به پارسیان تسلیم کنند. چهار هزار مستعمره آتنی برای کمک به دفاع از ارتریا از کالسیس وارد شدند. داتی‌یَه به ارتریان‌ها حمله کرد که منجر به تلفات زیادی شد. در روز هفتم محاصره، ایرتری‌ها تسلیم شدند و تمام معابد شهر به آتش کشیده شد تا انتقام سوزاندن ساردیس توسط یونانیان گرفته شود. به احتمال زیاد یکی از معابد تخریب شده معبد آپولو دافنفوروس بوده‌ است.
داتی‌یَه در همان سال در نبرد ماراتون فرماندهی نیروی تهاجمی ایرانیان را بر ضد آتنی‌ها بر عهده داشت. کتزیاس نقل می‌کند که داتی‌یَه در ماراتون کشته شد و آتنی‌ها از تحویل پیکر او خودداری کردند. با این حال، این با ادعای هرودوت مبنی بر زنده ماندن داتی‌یَه از نبرد ناهمسانی دارد.